# Сексуални практики между мъже
Сексуалните дейности, включващи мъже, които правят секс с мъже, независимо от тяхната сексуална ориентация или сексуална идентичност, могат да включват анален секс, непроникващ секс и орален секс. Доказателствата показват, че сексът между мъже е значително по-малко докладван в проучванията.

## Поведение
По време на сексуална активност между мъже могат да се изпълняват различни сексуални пози. Доказателствата показват, че сексът между мъже е значително недостатъчно докладван в проучванията поради пристрастия към социалната желателност.

### Анален секс
Исторически погледнато, аналния секс е масово свързван с мъжката хомосексуалност. Много МСМ обаче не се занимават с анален секс и могат вместо това да се занимават с орален секс, фротаж или фрот или взаимна мастурбация.
Сред мъжете, които правят анален секс с други мъже, партньорът, който прониква, може да бъде посочен като активен, а този който го приема, може да бъде посочен като пасивен, а тези които се наслаждават на двете роли, могат да бъдат посочени като универсални. Когато МСМ правят анален секс без да използват презерватив, това се нарича "Bareback". Удоволствието, болката или и двете могат да съпътстват аналния секс. Докато нервните окончания в ануса могат да осигурят приятни усещания, оргазъм може да бъде постигнат чрез възприемчиво анално проникване чрез индиректно стимулиране на простатата. Проучване на Националното проучване на сексуалното здраве и поведение (NSSHB) показва, че мъжете, които сами съобщават, че са заели пасивната роля по време на анален секс при последната си среща, са били поне толкова вероятно да са достигнали оргазъм, колкото мъжете, които са приели активна роля. Проучване, включващо извадки от хора в САЩ, показва, че степента на оргазъм е сходна сред мъжете с различни сексуални ориентации. По отношение на болката или неудобството по време на анален секс, някои изследвания показват, че за 24% до 61% от гейовете или бисексуалните мъже болезненият възприемчив анален секс (известен като анодиспареуния) е често сексуално затруднение през целия живот. Докладите, отнасящи се до разпространението на анален секс сред МСМ, варират във времето, като някои проценти са по-високи от други. Голям процент от гейовете и бисексуалните мъже съобщават, че са участвали в анален секс през целия си живот. Проучвания сред гей мъже показват, че процентите са сходни, когато се сравняват мъже, които предпочитат да проникнат в своите партньори, с тези, които предпочитат да бъдат пасивния партньор. Някои мъже, които правят секс с мъже, обаче вярват, че да бъдат пасивни партньори по време на анален секс поставя под съмнение тяхната мъжественост.

### Непроникващ секс и мастурбация
Има различни сексуални практики без проникване. Фрот е сексуална активност между мъже, която обикновено включва контакт пенис в пенис. Това е форма на фротаж. Фрот може да бъде приятно, защото взаимно и едновременно стимулира гениталиите и на двамата партньори, тъй като има тенденция да произвежда приятно триене срещу нервния сноп френулум от долната страна на тялото на пениса на всеки мъж, точно под уринарния отвор (меатус) на главата на пениса (гланса). пенис). Сексът между двете групи е друга форма на непроникващ секс, който може да се практикува между МСМ. Практикува се и докинг (вмъкване на пениса на един мъж в препуциума на друг). Ръчният секс е друг непроникващ полов акт, който може да се случи между мъже. Това включва handjobs, което е използването на нечии ръце за стимулиране на пениса или скротума на някой друг, и анален пръст, което е използването на нечии пръсти за стимулиране на нечий анус. МСМ може да използва секс играчки. Според онлайн проучване на 25 294 мъже, които сами съобщават, че са хомосексуални или бисексуални, 49,8% са използвали вибратори. Повечето мъже, които са използвали вибратор в миналото, съобщават за употреба по време на мастурбация (86,2%). Когато се използват по време на партньорски взаимодействия, вибраторите са включени в любовната игра (65,9%) и полов акт (59,4%).

### Орален секс
МСМ могат да участват в орален секс, включително фелация, при която се използва устата за стимулиране на пениса или скротума на друг мъж и анилингус, при който се стимулира ануса чрез езика и устните. Уелингс и др. съобщава, че „уравнението между „хомосексуален“ и „анален“ секс сред мъжете е често срещано както сред лаиците, така и сред здравните специалисти“, докато онлайн проучване сред 18 000 МСМ в Европа „показва, че най-често се практикува орален секс, последван от взаимна мастурбация, с анален полов акт на трето място." Проучване от 2011 г. на The Journal of Sexual Medicine открива подобни резултати за гейове и бисексуални мъже в САЩ. Целуването на партньор по устата (74,5%), оралният секс (72,7%) и партньорската мастурбация (68,4%) са трите най-често срещани поведения, като 63,2% от извадката съобщават за пет до девет различни сексуални поведения по време на последния си сблъскване.

### Кремпай
Кремпай (известен също като вътрешна еякулация) е сексуален акт, често представен в хардкор порнографията, при който мъж еякулира в ануса на своя партньор без използването на презерватив, което води до видимо изтичане на сперма от отвора. Изпразването вътре в ануса на мъжа е доста популярно понеже няма рискове от забраменяване, както е при мъж с жена.

### Свършване в устата
Свършването в устата е сексуален акт при който активния партньор еякулира в устата на пасивния си партньор. Свършването в устата е най-предпочитаното място за свършване в секса между мъже. Счита се че когато активния партньор свършва в устата на пасивния си партньор, така активния демонстрира надмощие и мъжественост върху пасивния.

## Секс между мъже в България и критики
След падането на комунистическия режим в България се наблюдава постепенно покачване на интереса на българските мъже да пробват секс с друг мъж. Но въпреки това българското общество остава консервативно и отрича за нормално секса между мъже, като го възприема за неморално и извратено.

## Здравословни рискове
Различни инфекции, предавани по полов път (ППИ) могат да бъдат резултат от сексуална активност.[21] Проучване от 2007 г. съобщава, че две големи проучвания сред населението са установили, че "по-голямата част от гей мъжете са имали подобен брой незащитени сексуални партньори годишно като хетеросексуалните мъже и жени."

## Законност
Някои или всички сексуални действия между мъже в момента или са били класифицирани като престъпления в юрисдикциите на някои държави. В своя доклад от декември 2020 г. ILGA установи, че определени сексуални действия между мъже са криминализирани в 67 от 193 държави-членки на ООН и една несамостоятелна юрисдикция, Островите Кук, докато две държави-членки на ООН, Ирак и Египет, криминализират това де факто, но не в законодателството. В Египет няма закон срещу хомосексуализма, но гейовете и бисексуалните мъже се преследват по други закони, най-известният от които е Кайро 52. В най-малко шест държави-членки на ООН - Бруней, Иран, Мавритания, Нигерия (само северна Нигерия), Саудитска Арабия и Йемен - това се наказва със смърт. През 2007 г. пет държави екзекутираха някого като наказание за хомосексуални действия. През 2020 г. ILGA посочи Иран и Саудитска Арабия като единствените страни, в които се съобщава, че са извършени екзекуции за еднополова дейност. В други страни, като Йемен и Ирак, извънсъдебните екзекуции се извършват от милиции като Ислямска държава или Ал-Кайда.Много други страни са имали такива закони в миналото, но те са били отменени, особено след 1945 г. Такива закони по своята същност са трудни за прилагане; по-често, отколкото не, те обикновено не се прилагат.